# Övre västra regionen
Övre västra regionen är en region i Ghana. Den ligger i den norra delen av landet, 600 km norr om huvudstaden Accra. Antalet invånare är 610 452. Arean är 18 476 kvadratkilometer. Övre västra regionen gränsar till Övre östra regionen och Norra regionen. 
Terrängen i Övre västra regionen är platt åt nordväst, men åt sydost är den kuperad.
Övre västra regionen delas in i:
- Nadowli
- Sissala West
- Wa East
- Wa West
- Sissala East
- Jirapa Lambussie
- Lawra
- Jirapa
- Lambussie Karni
- Wa
- Daffiama Bussie Issa District

Följande samhällen finns i Övre västra regionen:
- Wa